# Moteur à combustion externe
Pour les articles homonymes, voir Moteur à combustion.
 (février 2012).
Si vous disposez d'ouvrages ou d'articles de référence ou si vous connaissez des sites web de qualité traitant du thème abordé ici, merci de compléter l'article en donnant les références utiles à sa vérifiabilité et en les liant à la section « Notes et références ».
Le moteur à énergie externe ou moteur à combustion externe est un ensemble de machines thermiques dont l'énergie est fournie par deux sources de température externes (une chaude et une froide) et convertie en énergie mécanique par l'intermédiaire d'un fluide caloporteur subissant un cycle thermodynamique fermé. Aucune combustion n'a lieu à l'intérieur du moteur, tandis que le fluide demeure confiné à l'intérieur de celui-ci. Les plus connus sont la machine à vapeur, la turbine à vapeur et le moteur Stirling.
La source chaude peut ne pas être issue d'une combustion : soleil (énergie solaire thermique), géothermie, réacteur nucléaire d'une centrale nucléaire.

Exemple de moteur à combustion externe avec un Moteur Stirling de type bêta.

## Description
Ces moteurs sont aussi connus sous le nom de « moteurs à air chaud » car historiquement ils utilisaient l'air comme fluide de travail. Aujourd'hui, d'autres fluides sont plus largement utilisés comme la vapeur d'eau, l'hydrogène, l'hélium ou l'azote, ce qui fait que l'expression « moteur à air chaud » tend à disparaître.
Ces moteurs ont souvent de meilleurs rendements que les moteurs à combustion interne, mais leur inertie thermique les disqualifie pour la plupart des applications domestiques ou automobiles nécessitant des changements de régime rapides et parfois fréquents ce que le moteur à air chaud ne peut pas faire.

### Avantage
L’apport d’énergie se faisant à l’extérieur du moteur toute source de chaleur et de froid peut être utilisée, avec plus ou moins de succès selon les températures atteintes et les coûts des sources. Ce qui explique que l'énergie solaire, par exemple, et un cours d'eau peuvent sembler de bonnes solutions du fait de leur disponibilité dans certaines régions du monde.

### Inconvénient
Du fait de son inertie thermique, le moteur à air chaud ne peut pas changer rapidement de régime, ce qui lui est souvent reproché[réf. souhaitée], mais qui peut être considéré comme un avantage dans certaines applications où l’apport de chaleur ne se fait pas de manière régulière (par exemple l’énergie solaire).

## Types de moteurs à combustion externe
- machine à vapeur
- turbine à vapeur
- locomotive sans foyer
- moteur Stirling
- moteur Ericsson
- moteur Manson